# 新奧爾巴尼 (堪薩斯州)
新奧爾巴尼（英語：New Albany）是一個位於美國堪薩斯州威爾遜縣的城市。

## 地方資料
根據2020年美國人口普查的數據，新奧爾巴尼的面積為0.48平方千米，當中陸地面積為0.48平方千米，而水域面積為0.00平方千米。當地共有人口57人，而人口密度為每平方千米118.75人。